# Heimataerde
Heimatærde – niemiecki zespół EBM-industrialny z charakterystycznymi średniowiecznymi motywami. Powstał w 2004 roku jako solowy projekt DJ Ash (Ashlar von Megalon).

## Historia
Historia zespołu rozpoczyna się w roku 2004, kiedy to DJ Ash zdecydował się połączyć elektroniczne rytmy z archaicznymi instrumentalnymi motywami średniowiecznymi wydając EP-kę Ich Hab Die Nacht Getraeumet. Na płycie tej znalazło się pięć utworów, w tym dwie wersje tytułowego. Gdy zespół pojawia się na dwóch kompilacjach, Infacted Vol. 1 oraz Gothic Compilation XXV, Ash podpisuje kontrakt  z Metropolis Records i nakładem tej wytwórni w kwietniu 2005 ukazuje się pierwszy album grupy zatytułowany Gotteskrieger. Płyta okazała się bardzo dużym sukcesem, a utwory z niej takie jak Gib Mir czy Ich Hab Die Nacht Getraeumet zapewniły zespołowi pewne miejsce w klubach całego świata. Rok później, w sierpniu 2006, ukazuje się kolejny album Kadavergehorsam, kontynuujący obrany kierunek działań zespołu a w roku 2008 ukazuje się wydawnictwo Leben geben Leben nehmen. Pozd koniec września 2009 wychodzi płyta Unwesen. a w 2012 pojawia się Gottgleich, ten album wydany jest już we współpracy z wytwórnią Out of Line. Rok 2014 rozpoczyna emisja singla Bruderschaft, który anonsuje ukazujący się zaraz po nim album Kaltwaert. 
W roku 2016 zespół publikuje najnowsze wydawnictwo, dwupłytowy album Aerdenbrand, kontynuujący dotychczasową linię działań zespołu. 
Ze względu na charakter wykonywanej muzyki zespół jest bardzo częstym gościem festiwali w całej Europie. W Polsce grupa wystąpiła 18 lipca 2015 r. podczas festiwalu Castle Party w Bolkowie. 

## Styl muzyczny
Styl zespołu to fuzja ciężkiego i mrocznego EBM z industralem uzupełniona o dźwięk średniowiecznych instrumentów takich jak dudy i cymbały. Muzyka ich jest często przyrównywana do wczesnego Wumpscut i ciężkich elektroniczno industrialnych elementów Suicide Commando. Można również przyrównać tu Grendel jak również wiele zespołów neo-medieval takich jak Estampie, Corvus Corax czy The Soil Bleeds Black.

## Skład
- Ashlar von Megalon (wokal)
- In Hoc Signo (syntezatory)
- Ansgar von Huretha (elektroniczne dudy)
- Jacques de Perigord (gitary)
- Ignatius von Schneeberg (performance)

## Dyskografia

### Albumy
- 2005: Gotteskrieger
- 2006: Kadavergehorsam
- 2007: Leben Geben Leben Nehmen
- 2010: Unwesen
- 2012: Gottgleich
- 2014: Kaltwærts
- 2016: Aerdenbrand

### Single
- 2004: Ich Hab Die Nacht Geträumet
- 2006: Unter der Linden
- 2008: Vater
- 2009: Dark Dance
- 2010: Malitia Angelica
- 2014: Bruderschaft
- 2016: Hick Hack Hackebeil